# Малые Дедеркалы

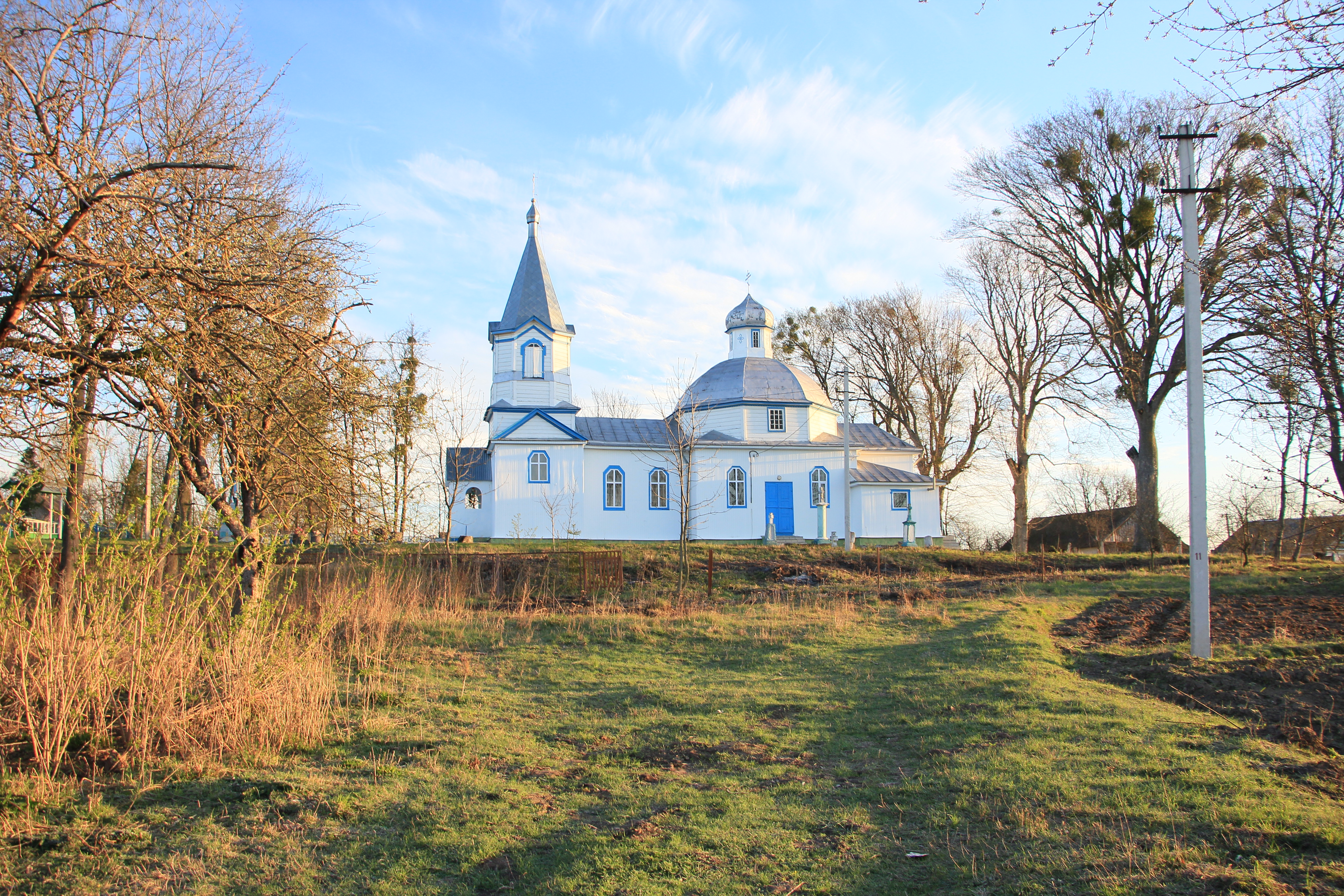
Церковь в селе

Малые Дедеркалы (укр. Малі Дедеркали) — село в Великодедеркальской сельской общине Кременецкого района Тернопольской области Украины.
До 2020 года входило в Шумский район.
Почтовый индекс — 47173. Телефонный код — 3558.

## Население
Население по переписи 2001 года составляло 630 человек.

### Языковой состав
Родной язык населения по данным переписи 2001 года:
| Язык       | Численность, чел. | Доля     |
| ---------- | ----------------- | -------- |
| Украинский | 629               | 99,84 %  |
| Другое     | 1                 | 0,16 %   |
| Итого      | 630               | 100,00 % |